# CH星
星是一種特殊的碳星，在光譜上會出現極強的CH吸收帶。它們屬於第二星族，意思是這些恆星缺少金屬，在年齡上也都屬於中年以上，並且是低光度的傳統C-N碳星。許多CH星都是聯星，並且可以合理的相信所有的CH星都是聯星。像鋇星一樣，它們大概也是傳統碳星質量轉移的結果，現在有一顆白矮星，在現行分類上也屬於CH星。